# Превођење Светог писма
Свето писмо или Библија је превођено на многе језике са хебрејског, арамејског и грчког језика. Први превод хебрејске Библије је био Септуагинта, који ће касније бити Textus Receptus Старог завета и основа црквеног канона. Вулгата на латинском језику коју је превео Јероним је за основу имала изворне јеврејске текстове за књиге библије које су очуване као јеврејски канон, и грчки текст за остатак.